# Saint-Pierre-de-la-Fage
Saint-Pierre-de-la-Fage är en kommun i departementet Hérault i regionen Occitanien i södra Frankrike. Kommunen ligger i kantonen Lodève som tillhör arrondissementet Lodève. År 2022 hade Saint-Pierre-de-la-Fage 123 invånare.

## Befolkningsutveckling
Antalet invånare i kommunen Saint-Pierre-de-la-Fage
Referens:INSEE